# Janka Viktor

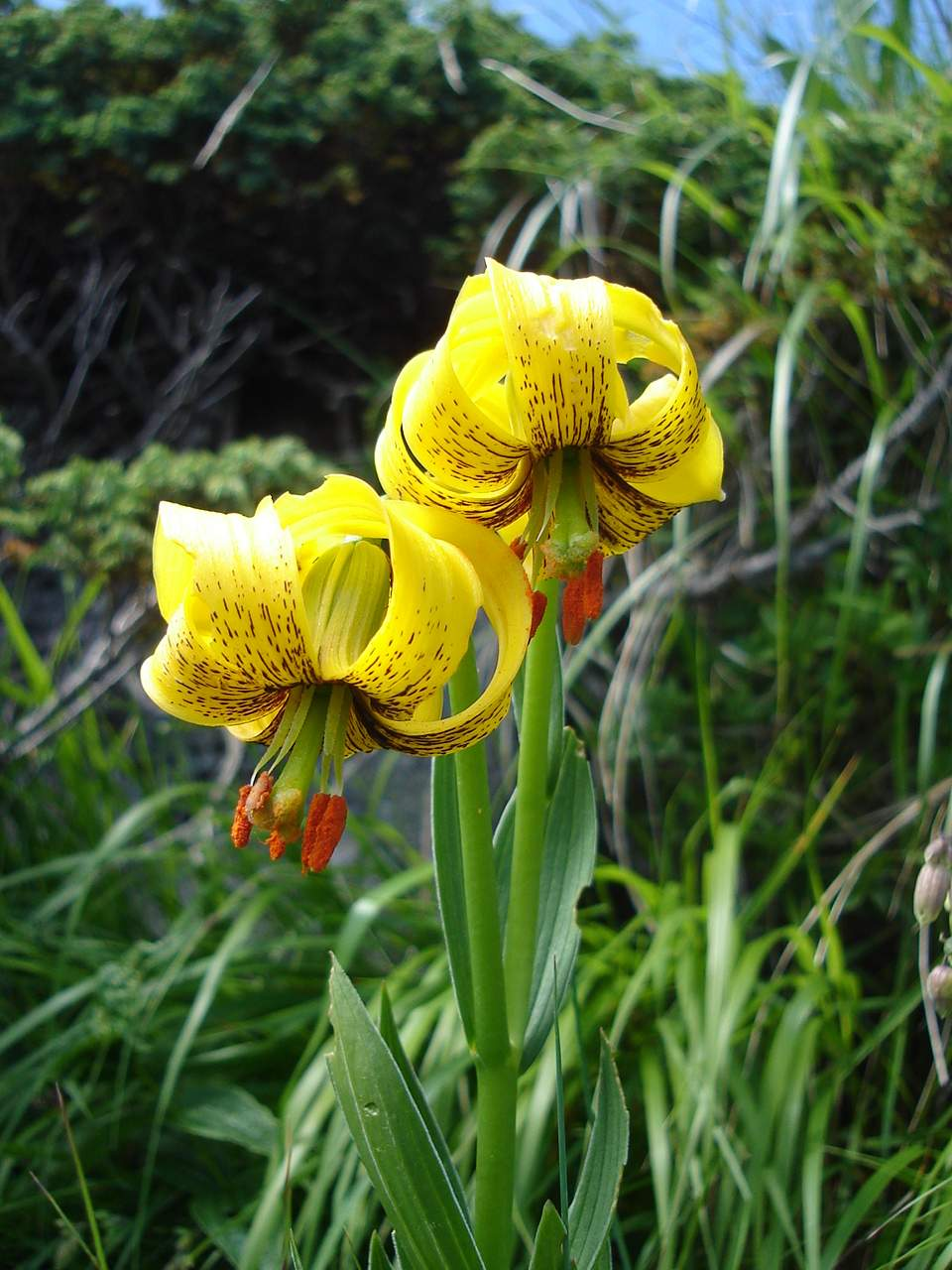
A róla elnevezett Janka-liliom

Janka Viktor (Bécs, 1837. december 24. – Budapest, 1890. augusztus 9.) botanikus, a Magyar Nemzeti Múzeum növénytárának vezetője. Botanikai szakmunkákban nevének rövidítése: „Janka”.

## Életrajza
Erdélyi nemesi családból származott. Gyerekkorától érdeklődött a botanika iránt. Ez irányú tanulmányait Bécsben majd 1853-tól Kolozsvárott folytatta, majd egyévi mérnöki tanulmányok után katona lett. Vértes főhadnagyként küzdte végig az 1866-os hadjáratot.
Az 1850-es évek vége felé a bécsi Naturhistorische Museumban dolgozott. 
1870-ben Haynald Lajos érsek segítségével került a Magyar Nemzeti Múzeum növénytárába, ahonnan 1889-ben szívbetegség miatt vonult nyugdíjba.
Katonaként állomáshelyein - különösen Erdélyben - rendszeresen kutatta a környék flóráját. Első közleményeinek témája is Erdély flórája. A Balkán, Olaszország, Málta növényzetét is kutatta gazdag növénytani anyagot gyűjtve. Herbáriumi lapjainak legnagyobb része Párizsba került.
Számos új növényfajt fedezett fel, ezek egyik legjelentősebbike a Szársomlyón 1867-ben megtalált magyar kikerics. Róla nevezték el a csuporkafélék (Gesneriaceae) családjának egyik a Balkánon élő nemzetségét (Jankaea) és sok növényfajt, mint például a Janka-liliomot (Lilium jankae).